# Sông Leng
Sông Leng hay Sông Nước Leng là phụ lưu của sông Tranh, chảy ở huyện Nam Trà My tỉnh Quảng Nam, Việt Nam .
Sông dài 25 km, diện tích lưu vực 189 km², mã sông là "05 02 04".
Sông thuộc Hệ thống sông Vu Gia – Thu Bồn. Tên sông được dùng cho đặt tên xã Trà Leng.
Sông bắt nguồn từ dải núi cao 1804 m ở tây nam xã Trà Leng, giáp ranh với xã Phước Lộc huyện Phước Sơn và xã Mường Hoong huyện Đăk Glei.
Sông chảy hướng đông rồi đông bắc. Tới trung tâm hành chính xã Trà Leng thì đổi hướng đông và đổ vào sông Tranh.Một đoạn dài sông là ranh giới xã Trà Leng với Trà Dơn. Cửa sông nay là hồ Thủy điện Sông Tranh 2.
Vùng núi Trà Leng hiện còn nhiều nét hoang sơ, và được nói là năm 2008 còn có hổ dữ.